# دردار أبيض
دردار أبيض (الاسم العلمي: Ulmus alba) هو نوع نباتي يتبع جنس الدردار من فصيلة الدردارية.